# Ruanda-Urundi
Ruanda-Urundi fou el nom del mandat de la Societat de Nacions i després de l'ONU confiat a Bèlgica sobre el regne de Ruanda i el regne de Burundi o Urundi, abans part de l'Àfrica Oriental Alemanya.

## Precedents
Anteriorment els dos regnes havien estat ja administrativament units: entre 1897 i 1899 foren part del districte militar d'Ujiji a l'Àfrica Oriental Alemanya i el 1899 es va constituir en districte militar separat (districte militar d'Usumbura). El 1906 es va formar la residència militar de Ruanda i Urundi que el 15 de novembre de 1907 es va separar en dues residències civils, una per Ruanda i una per Urundi,

## Història
El belgues i aliats, sota el comandament del general Tombeur, van entrar al territori: Nyaza fou ocupada el 19 de maig de 1916, i Ruanda va quedar ocupada el 17 de juny de 1916; des de Nyaza es va passar a Burundi on van entrar el 6 de juliol de 1916 i va quedar ocupat el setembre. El 20 de juliol es va ocupar Ujiji i Kigoma i el 29 de juliol Ussui. El 18 de setembre de 1916 els exèrcits convergien a Tabora.
Tombeur fou administrador i governador militar fins al novembre i de fet fins a la presa de possessió del primer comissari reial belga, general Malfeyt, el 31 de gener de 1917, que havia estat nomenat tres mesos abans. Als regnes de Ruanda i de Burundi es van nomenar residents (militars) el mateix 1916.
A les converses preliminars del tractat de Versalles ja es va decidir que l'Àfrica Oriental Alemanya seria un mandat "B" (gestió de tipus colonial) i es dividiria en dos parts: una sota mandat belga i una altra sota mandat britànic. El 18 de maig de 1919 el belgues van cedir a la Gran Bretanya la comarca brurundesa de Bugufi (al nord-est) a l'efecte de construir una via fèrria anomenada El Cap-El Caire (que mai es va fer). El 20 de maig de 1919 la convenció Orts-Milner entre Bèlgica i Gran Bretanya, establia que els belgues només conservarien els dos regnes i la resta del territori alemany ocupat seria cedit a la Gran Bretanya. El tractat de Versalles es va signar el 30 de juny de 1919 i suposava la renúncia alemanya i l'establiment formal d'un pre mandat belga. El territori ocupat per Bèlgica incloïa els districtes d'Ussui i Ujiji però d'acord amb els pactes amb Gran Bretanya, els belgues van renunciar als dos districtes el 21 de març de 1921 a favor dels britànics. El mandat aliat fou confirmat oficialment per la Societat de Nacions el 22 de juliol de 1922, i acceptat pel parlament belga el 20 d'octubre de 1924.
Una llei de 21 d'agost de 1925 va posar el mandat de Ruanda-Urundi sota dependència administrativament de la colònia del Congo Belga (però amb pressupostos separats), i es va establir la figura dels governadors de Ruanda-Urundi (dels quals depenien els residents que dirigien al seu torn als administradors territorials) que eren al mateix temps vicegovernadors del Congo Belga-Ruanda-Urundi. És a dir existia una colònia belga del Congo, i un mandat belga de Ruanda-Urundi, però el títol oficial dels governadors del Congo era "Governador del Congo Belga i de Ruanda-Urundi" i el dels governadors de Ruanda-Urundi era "Vicegovernador del Congo Belga i de Ruanda-Urundi i governador de Ruanda-Urundi". En absència del governador del Congo el governador de Ruanda-Urundi ocupava el seu lloc i al seu torn era substituït pel seu vicegovernador.
El 13 de desembre de 1946 el mandat de la Societat de Nacions fou ratificat per l'ONU, entitat successora de la Societat de Nacions.
El mandat va existir fins a l'1 de juliol de 1962 quan Ruanda va esdevenir una república independent, i el Regne de Burundi va assolir també la independència separada el mateix dia per convertir-se en república el novembre de 1966.

## Governadors

### Governadors militars
- Comandant d'operacions al sud del llac Victoria (incloent el nord de Rwanda):
  - Philippe François Joseph Molitor 1916
  - Armand Christophe Huyghé 1916-1917
- Comandant d'operacions de la Brigada del sud (a l'est dels llacs Kivu i Tanganyika amb el sud de Ruanda i tot Urundi):
  - Frederik Voldemar Olsen 1916-1917
- Comandant militar general de l'Àfrica Oriental Alemanya ocupada: 
  - Charles Henry Marie Ernest Tombeur, baró Tombeur de Tabora 1916 (de facto fins a gener de 1917)
- Comandant de la força d'ocupació a Ruanda-Urundi:
  - Gustave Eugène Henri Stevens 1916-1917

### Comissionats reials belgues de l'Àfrica Oriental Alemanya ocupada
- Justin Prudent François Marie Malfeyt 1916-1919 (va prendre possessió el gener de 1917)
- Alfred Frédéric Gérard Marzorati 1919 -1924

### Comissionats reials del mandat de Ruanda-Urundi
- Alfred Frédéric Gérard Marzorati 1924 - 1926

### Governadors de Ruanda-Urundi i Vicegovernadors del Congo Belga i de Ruanda-Urundi
- Alfred Frédéric Gérard Marzorati 1926 - 1929
- Louis Joseph Postiaux (interí) 1929 - 1930
- Charles Henri Joseph Voisin 1930 - 1932
- Eugène Jacques Pierre Louis Jungers 1932 - 1946
- Maurice Simon (1946-1947 interí, després confirmat) 1946 - 1949
- Léon Antoine Marie Pétillon 1949 - 1952
- Alfred Maria Josephus Ghislencus Claeys-Bouuaert 1952 - 1955
- Jean-Paul Harroy 1955 - 1962 (de 1960 a 1962 com a Resident General)

## Governadors alemanys

### Comandants del districte militar d'Ujiji
1896 - 1899 Hans von Ramsay (des de 1897 i fins a 1899 inclogué Ruanda-Urundi) 
1899 - 1901 Heinrich von Bethe (el seu govern no inclogué Ruanda-Urundi)

### Comandants del districte militar d'Usumbura (Ruanda-Urundi)
- Heinrich von Bethe 1899 - 1902
- Robert "Oskar" von Beringe 1902 - 1904
- Werner von Grawert 1904 - 1906

### Resident a Ruanda i a Urundi
- Werner von Grawert 1906 - 1907